# Zvon (nástroj)

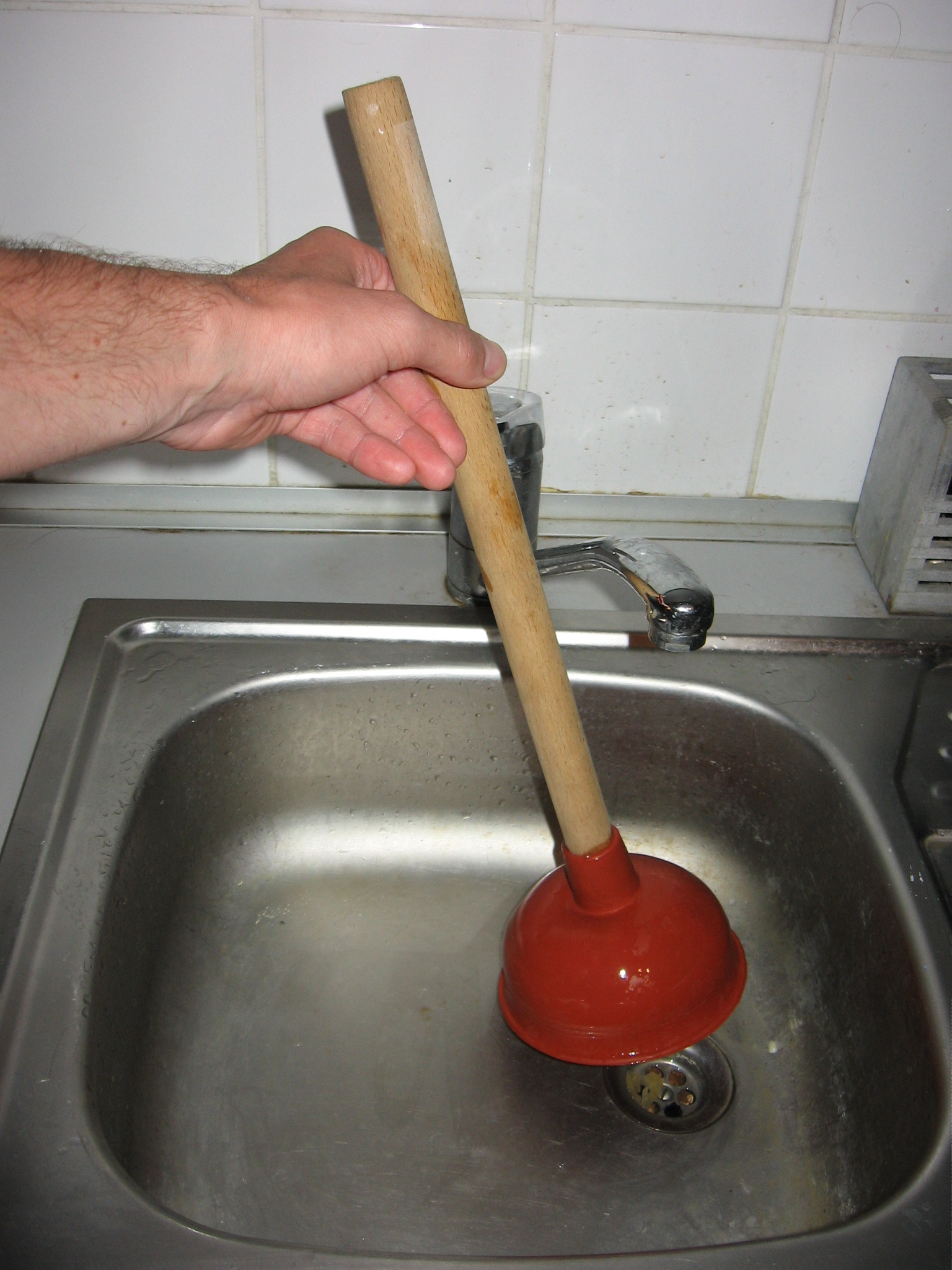
Pryžový zvon

Jako zvon (někdy též instalatérský zvon) bývá podle svého charakteristického tvaru označován ruční pryžový nástroj sloužící pro prošťuchování ucpaných odpadů v domácnostech.

## Zajímavosti
- Pryžové zvony se svého času používaly coby tzv. dusítka žesťových hudebních nástrojů v jazzové hudbě.
- V roce 1988 byl instalatérský zvon použit při stlačování hrudníku při úspěšné resuscitaci (oživování) 65 letého muže (). Silikonová přísavka (kardiopumpa, resuscitační zvon) byla pak zařazena do vybavení záchranných služeb. V současnosti je nadále používána resuscitačním přístrojem Lucas.